# Leo I. (Armenien)
Leo I. (auch Leon oder Lewon, armenisch Լեիոն Ա, mittelgriechisch Λέων Αʹ; † 14. Februar 1140 in Konstantinopel) war der fünfte Fürst von Kleinarmenien. Er herrschte von 1129/1130 bis 1137 in Kilikien.

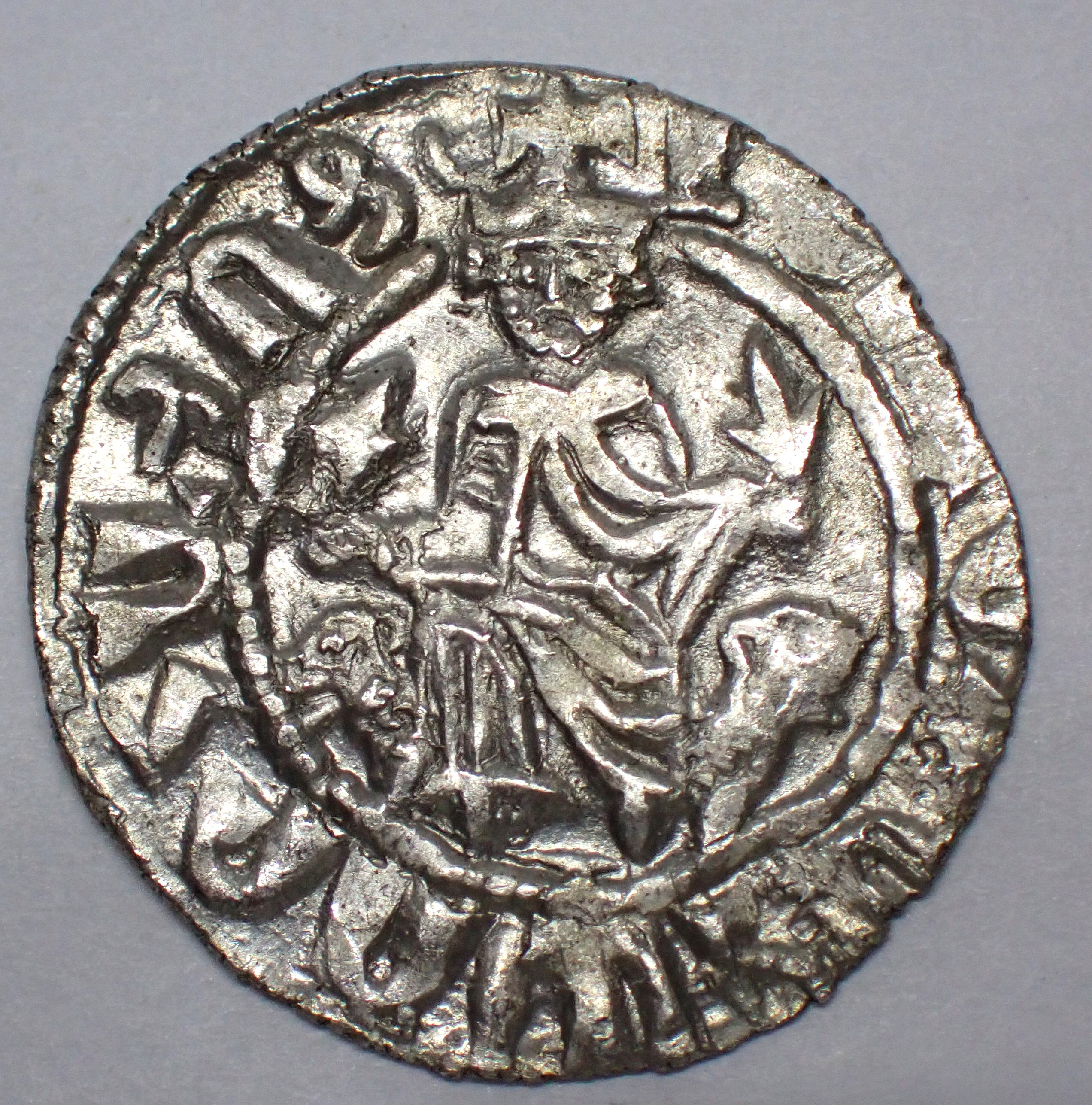
Armenische Silbermünze für Leo I., Avers

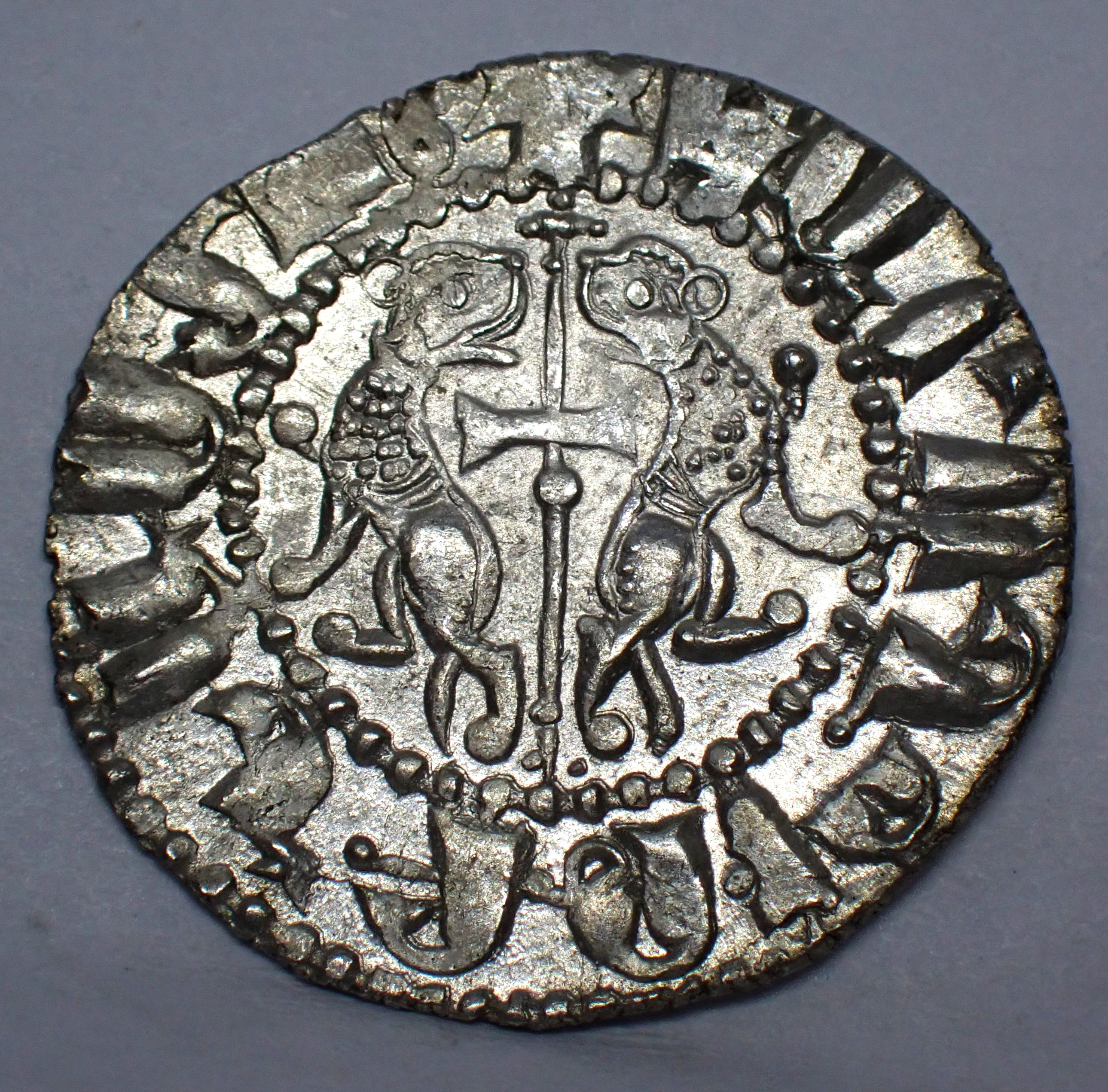
Armenische Silbermünze für Leo I., Revers

## Leben
Leo war der jüngere Sohn des Fürsten Konstantin I. und ein Enkel Rubens, des Gründers der Dynastie der Rubeniden. Beim Tod seines Vaters (spätestens 1103) trat zunächst sein älterer Bruder Thoros I. die Nachfolge als „Herr vom Berge“ an. Etwa um dieselbe Zeit nahm Leo eine namentlich nicht bekannte Schwester (oder Schwägerin) Balduins von Edessa zur Frau; seine eigene Schwester Beatrice heiratete später dessen Nachfolger Joscelin I.
Von seinem Bruder erhielt Leo den Oberbefehl über die Streitkräfte des Fürstentums. Im Jahr 1111 wehrte er einen Angriff des Seldschukensultans Malik Schah I. unter erheblichen Verlusten ab. 1118 kommandierte er ein armenisches Hilfstruppenkontingent, das dem Fürsten von Antiochia, Roger von Salerno, für die Belagerung von Azaz geschickt wurde.
Als Thoros I. starb, trat zunächst dessen Sohn Konstantin sein Erbe an, fiel jedoch schon nach wenigen Monaten einer Palastintrige zum Opfer. Die Quellen schweigen darüber, ob Leo in die Ermordung seines Neffen involviert war, um selbst an die Macht zu kommen.
Hatten sein Vater und sein Bruder noch beste Beziehungen zu den Kreuzfahrerstaaten gepflegt, so nahmen in Leos siebenjähriger Regierungszeit die Spannungen stark zu. Schon im Februar 1130 griff Bohemund II. von Antiochia die 1107 von Thoros I. eroberte Festung Anazarbos an. Leo rief die türkischen Danischmenden zu Hilfe, die den Franken eine vernichtende Niederlage beibrachten. Nach Bohemunds Tod annektierte Leo 1131 die kilikischen Städte Mamistra, Tarsos und Adana. 1133 gelang ihm auch die Eroberung der im Nurgebirge gelegenen Burg Sarventikar, der für die Verteidigung Kleinarmeniens gegen Angriffe aus dem Osten eine Schlüsselposition zukam.
1136 versuchte der neue Fürst von Antiochia, Raimund von Poitiers, Kilikien zurückzuerobern. Mit Zustimmung König Fulkos zog er gemeinsam mit Balduin von Marasch gegen Leo, der den Angriff mit Unterstützung seines Neffen Joscelin II. von Edessa abwehren konnte. Als Leo den unterlegenen Balduin zu einer Unterredung empfing, nahm dieser ihn durch eine List gefangen und überstellte ihn nach Antiochia. In seiner Abwesenheit kam es zwischen drei Söhnen Leos zum Bruderstreit, in dessen Verlauf schließlich der älteste, Konstantin, gefangengesetzt und geblendet wurde. Von Norden fielen die Danischmenden in Kilikien ein und zerstörten die Ernte.
Angesichts dieser Hiobsbotschaften willigte Leo ein, im Gegenzug für seine Freilassung auf seine kilikischen Eroberungen zu verzichten; zusätzlich zahlte er an Raimund 60.000 Goldstücke und stellte einen seiner Söhne als Geisel. Nach seiner Rückkehr nach Sis fühlte sich Leo jedoch nicht mehr an seine Zusagen gebunden. Die folgenden Feindseligkeiten zwischen den Fürstentümern Kleinarmenien und Antiochia endeten erst, als Kaiser Johannes II. einen Feldzug zur Rückeroberung der ehemals byzantinischen Territorien vorbereitete.
Die kaiserliche Armee formierte sich im Frühjahr 1137 in Attaleia und drang rasch ostwärts nach Kilikien vor, wobei die Städte Mersin, Tarsos, Adana und Mamistra den Byzantinern kampflos in die Hände fielen. Die Garnison im stark befestigten Anazarbos leistete 37 Tage lang Widerstand, musste sich dann aber den Belagerern ergeben. Leo zog sich in das Taurusgebirge zurück, während Johannes II. sein Heer südwärts gegen Antiochia führte. Nach seiner Rückkehr nach Kilikien nahm Johannes II. nach mehrwöchiger Belagerung auch Vahka, den Familiensitz der Rubeniden, ein.
Leo und seine Söhne Ruben und Thoros gerieten in Gefangenschaft und wurden nach Konstantinopel gebracht, wo sie in ehrenvoller Haft am kaiserlichen Hof verbleiben durften. Dort starb Leo am 14. Februar 1140. Ruben wurde 1141 umgebracht, Thoros gelang 1145 die Flucht und Rückkehr nach Kilikien. Die übrigen Söhne Stephan, Mleh und der geblendete Konstantin waren vor den Byzantinern zu ihrem Cousin Joscelin II. nach Edessa geflohen.